# Municipio de Milan (Illinois)
El municipio de Milan (en inglés: Milan Township) es un municipio ubicado en el condado de DeKalb en el estado estadounidense de Illinois. En el año 2010 tenía una población de 331 habitantes y una densidad poblacional de 3,63 personas por km².

## Geografía
Según la Oficina del Censo de los Estados Unidos, el municipio tiene una superficie total de 91.21 km², de la cual 91,12 km² corresponden a tierra firme y (0,1 %) 0,09 km² es agua.

## Demografía
Según el censo de 2010, había 331 personas residiendo en el municipio de Milan. La densidad de población era de 3,63 hab./km². De los 331 habitantes, el municipio de Milan estaba compuesto por el 97,89 % blancos, el 0,91 % eran afroamericanos, el 0,3 % eran amerindios, el 0,3 % eran asiáticos, el 0,3 % eran de otras razas y el 0,3 % eran de una mezcla de razas. Del total de la población el 2,42 % eran hispanos o latinos de cualquier raza.